# 吉拉德·沙利特囚犯交換

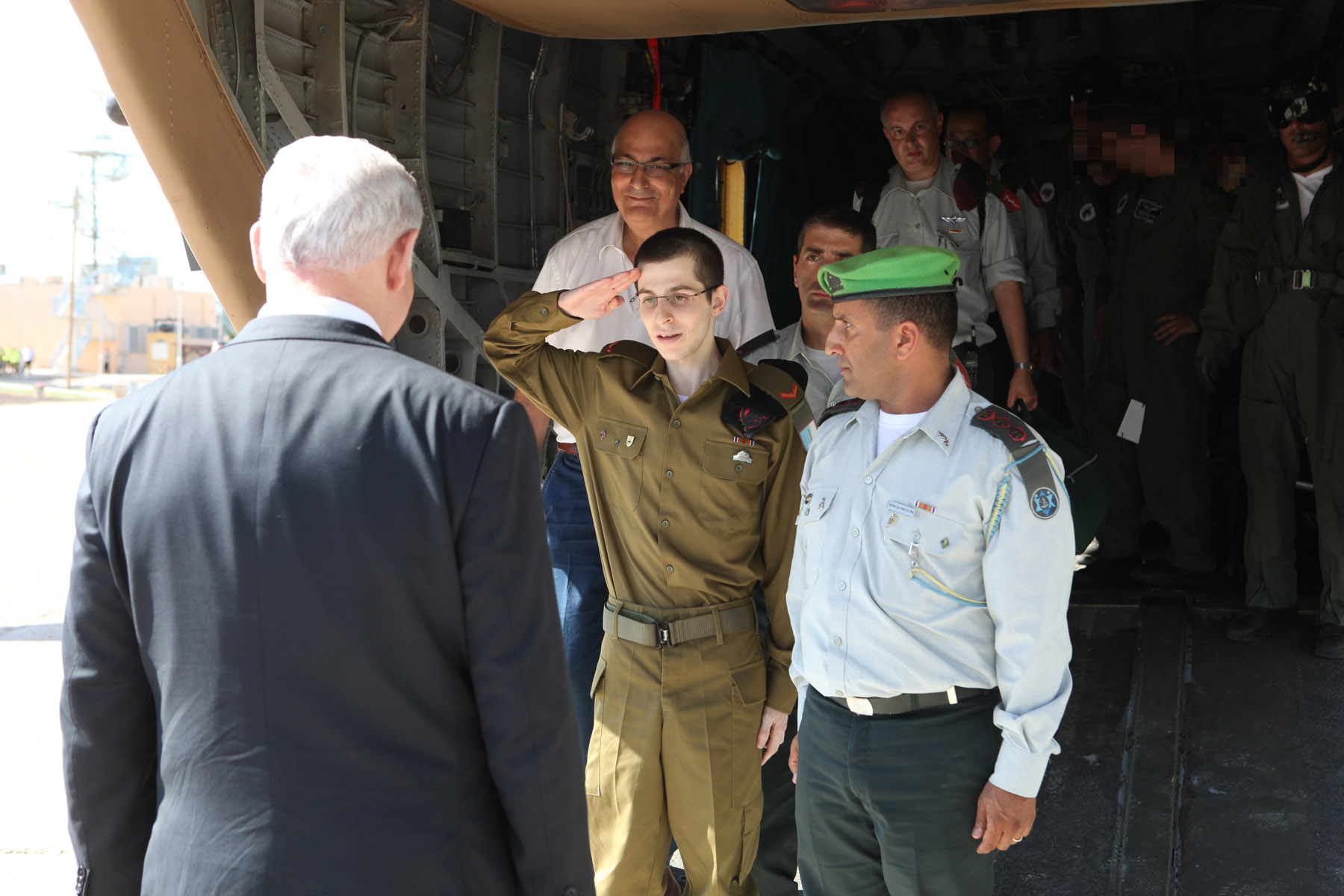
以色列總理本雅明·内塔尼亚胡在特爾諾夫空軍基地迎接被哈瑪斯釋放的以色列國防軍士兵吉拉德·沙利特。

吉拉德·沙利特囚犯交換（希伯來語：עסקת שליט）是2011年時以色列以釋放1027名囚犯為代價和哈瑪斯交換被其俘虜的以色列國防軍士兵吉拉德·沙利特的協議與大型換俘行動，此協議被哈瑪斯稱為「忠於自由」（羅馬化：Wafa al-Ahrar）。被釋放的1027名囚犯中大部分由巴勒斯坦人和阿拉伯裔以色列人組成，並包括一名乌克兰人、一名約旦人和一名敘利亞人，除此以外，這1027人中有280人因策劃和實施針對以色列人的各種攻擊而被判處無期徒刑。
阿拉伯報社《生活報》引述哈瑪斯旗下武裝組織伊宰·丁·卡桑烈士旅的領導人艾哈迈德·贾巴里的話證實，根據此協議釋放的囚犯共計造成569名以色列人的死亡。此協議達成時，距離哈瑪斯於2006年在以色列南部加薩走廊邊境綁架沙利特已經過去了五年又四個月。
此協議是在以色列總理本雅明·内塔尼亚胡和卡桑烈士旅領導人艾哈邁德·賈巴里授權下，由摩薩德官員大衛·梅丹透過以色列社運人士與作家格尚·巴斯金和哈瑪斯加沙地带政府副外交部長加齊·哈馬德的秘密斡旋下達成。此協議與待釋放囚犯名單（基於德國和埃及調解員之前的結果並由德國聯邦情報局特工格哈德·康拉德協調）於2011年10月11日在埃及簽署。此次囚犯交換分成兩階段進行：第一階段於2011年10月18日進行，以色列釋放477名囚犯，哈瑪斯將沙利特轉移到開羅；第二階段於2011年12月進行，以色列將最後的550名囚犯釋放。
此事是迄今為止以色列達成的最大規模的囚犯交換協議，同時也是以色列迄今為止為了換回一名士兵所付出的最大代價。吉拉德·沙利特也是26年來第一位被活捉後還能活著被釋放的以色列士兵。

## 背景

### 2006年加薩跨境攻擊
2006年6月25日星期日上午約5點30分（GMT+2），一支卡桑烈士旅的巴勒斯坦特種武裝小隊從加薩走廊通過他們挖掘的300公尺長（980英尺）隧道越過邊境進入以色列的凯里姆沙洛姆過境點附近。在經過隧道跨境後，武裝份子在加薩走廊境內迫擊砲和反坦克火力的支援下，分成三組攻擊一座瞭望塔、一輛空的裝甲運兵車和一輛梅卡瓦Mark III坦克。武裝份子從近距離發射火箭彈，成功炸開坦克後門，然後將手榴彈丟進坦克裡。兩名乘員被手榴彈炸死，另一名乘員重傷，第四名乘員吉拉德·沙利特下士被武裝份子從坦克中帶走。武裝分子隨後便炸開安全圍欄，帶著沙利特一起穿過隧道返回加薩走廊，至此沙利特成為自1994年納克尚·沃克斯曼被綁架後謀殺以來第一位被巴勒斯坦人俘虜的以色列士兵。
同一時間，大批以色列軍隊抵達現場並開始救援傷者。當軍隊到達坦克時發現了兩具屍體、只有一名傷者且第四名乘員失蹤後，以色列發布了綁架警報，並派遣多支軍隊進入加薩。
在達成囚犯交換協議之前，沙利特的綁架者將他關押在加薩走廊的一個秘密地點總共1934天。在被囚禁期間，哈瑪斯拒絕讓國際紅十字會與沙利特聯繫，而唯數不多證明他還活著的證據是一盤錄音帶、一段影片和三封信。

### 嘗試營救
以軍於2006年6月28日發動了「夏雨行動」攻進汗尤尼斯尋找沙利特的下落。據以色列大使館發言人稱，「以色列已竭盡全力用盡所有外交選擇，並為馬哈茂德·阿巴斯提供了歸還被綁架的以色列人的機會……這項行動可以立即終止，但條件是釋放吉拉德‧沙利特」。四架以色列空軍戰機於同一天飛越時任敘利亞總統巴沙尔·阿萨德位於拉塔基亞的宮殿，以色列國防軍發言人表示，以色列將敘利亞領導層視為哈瑪斯的贊助者。此次行動未能成功找到沙利特。

### 釋放談判
沙利特被綁架的六天後，以色列和哈瑪斯之間的非正式會談於2006年7月1日開始，由以色列和平活動人士、以色列-巴勒斯坦智庫以色列巴勒斯坦研究和資訊中心（IPCRI）聯合主任格尚·巴斯金主持。巴斯金當天安排哈瑪斯方代表加齊·哈馬德和該士兵的父親諾姆·沙利特（Noam Shalit）進行電話交談。巴斯金隨後與時任以色列總理埃胡德·奥尔默特聯繫，並向他通報了與哈馬斯的接觸。
2006年9月9日，巴斯金安排將沙利特的一封手寫信交給埃及駐加薩代表處，這不僅是第一個沙利特還活著的證明，也證明實際的溝通管道已經建立。但奥尔默特在綁架事件50天後任命的的談判代表奧弗·德克爾（Ofer Deckel）在當天稍晚告訴巴斯金，表示由於埃及情報部門正在接管談判事宜，他必須得退出。2006年12月底，埃及提出了商定的囚犯交換方案，以色列將分兩階段釋放1000名巴勒斯坦囚犯以換取沙利特的釋放。這與五年後達成的協議相同。
隨著奥尔默特於2008年因涉嫌多項腐敗醜聞而下台，新任總理本雅明·内塔尼亚胡任命了前摩薩德特工哈蓋·哈達斯（Hagai Hadas）取代德克爾成為新的談判代表，並主要透過德國聯邦情報局特工格哈德·康拉德來進行斡旋工作。哈達斯於2011年4月因協商失敗辭職，摩薩德官員大衛·梅丹在同月18日正式接手，同一天巴斯金就聯繫了梅丹。内塔尼亚胡於2011年5月授權由巴斯金建立和加薩政府副外交部長加齊·哈馬德的秘密協商管道。
内塔尼亚胡回應沙利特父親呼籲釋放沙利特的示威遊行，表示他願意釋放1000名巴勒斯坦囚犯以換取沙利特，但哈瑪斯高級領導人不會在獲釋者之列。沙利特的父親先前曾指責美國阻止有關他兒子獲釋的談判。
巴斯金-哈馬德秘密協商管道於2011年7月14日制定了一份發布原則文件，並得到了内塔尼亚胡總理和艾哈邁德·賈巴里的授權。2011年8月，在埃及主持下，由艾哈邁德·賈巴里和其他三名哈瑪斯官員代表哈瑪斯與由大衛·梅丹和另外兩名以色列官員代表以色列開始了關於確定釋放囚犯名單的談判。《国土报》報道稱，以色列提議進行囚犯交換，並威脅哈瑪斯若拒絕該提議，囚犯就不會進行交換，哈瑪斯則反過來威脅結束談判將導致沙利特「被失蹤」。由於雙方在以色列不願意釋放特定囚犯回到約旦河西岸和加薩走廊以及釋放哈瑪斯和其他組織領導人囚犯的細節方面存在分歧，談判陷入僵局。

### 達成協議
2011年10月11日，阿拉伯卫星电视台報道稱，以色列和哈瑪斯已就吉拉德·沙利特問題達成協議。内塔尼亚胡召開特別內閣會議批准沙利特協議。該協議由德國和埃及調解員斡旋，並在開羅簽署。協議規定哈瑪斯釋放吉拉德·沙利特，以換取1027名被以色列關押的安全囚犯；其中280人因策劃和實施針對以色列人的各種恐怖攻擊而被判無期徒刑。阿拉伯報社《生活報》引述哈瑪斯旗下武裝組織伊宰·丁·卡桑烈士旅的領導人艾哈迈德·贾巴里的話證實，根據此協議釋放的囚犯共計造成569名以色列人的死亡。巴伊蘭大學政治學教授、非政府組織監督者主席傑拉德·M·史坦伯格表示，以色列允許埃及積極參與的目標是「為了幫助穩定[開羅]，讓他們在該地區發揮建設性作用。」這也是為了向其他國家表明，埃及能作為土耳其的「制衡」，而以色列偏袒埃及。
在内塔尼亚胡總理宣布達成協議後不久，以色列內閣召開緊急會議對該協議進行投票。一共二十六位部長投票贊成該協議，只有三位部長投了反對票，反對者分別是外交部長阿维格多·利伯曼、國防軍總參謀長摩西·亚阿隆和國家基礎設施部長烏茲·蘭道。與總理同屬利库德集团的亞阿隆辯稱，囚犯將「重返恐怖主義」，他們將破壞約旦河西岸安全局勢的穩定。以色列是我们的家园黨籍的蘭道則警告說，此協議將是「恐怖分子的巨大勝利」，並將鼓勵他們綁架更多以色列人。
10月15日，以色列司法部公佈了以色列打算作為協議第一階段釋放的477名囚犯名單。

### 以色列民眾的質疑

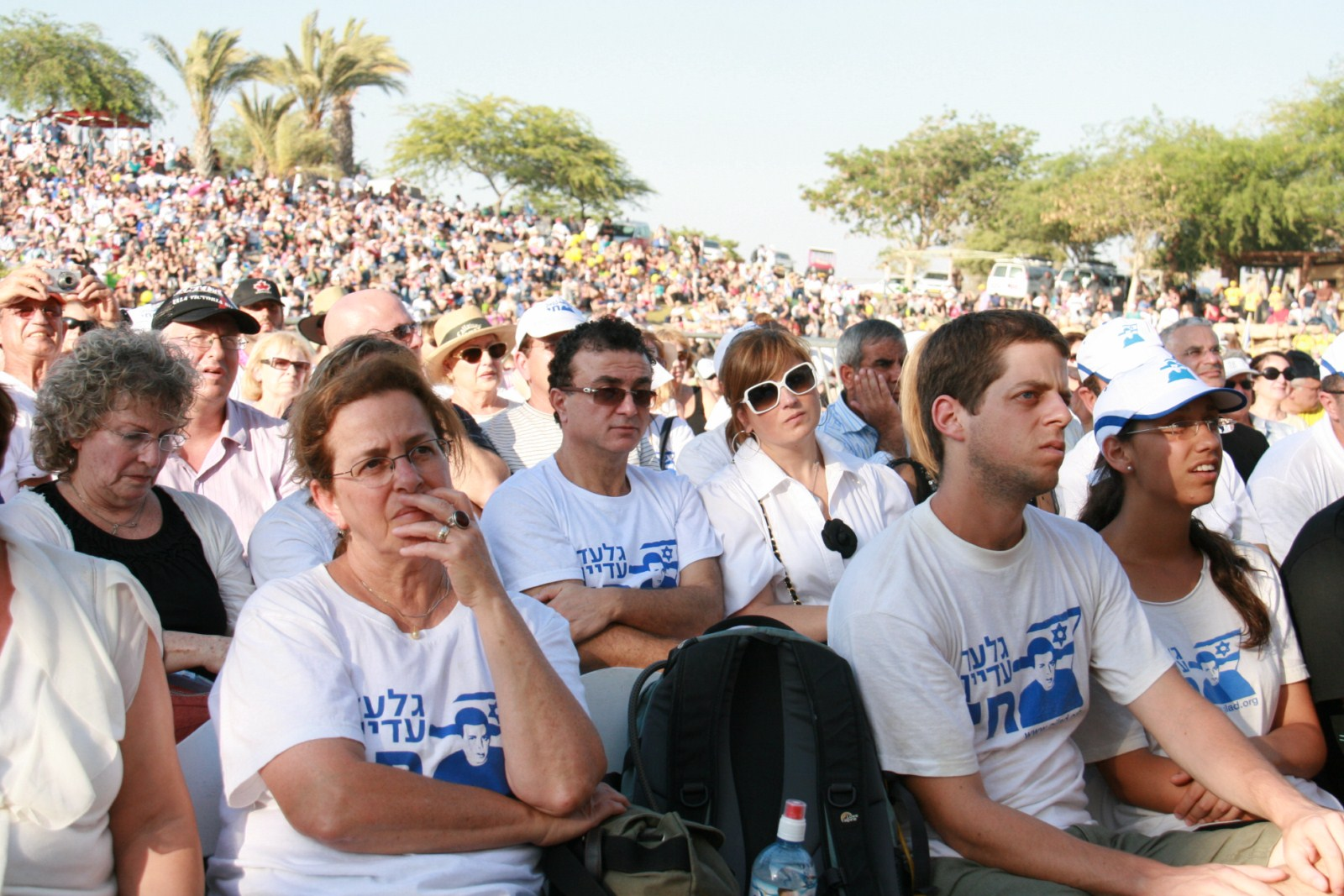
沙利特的母親與兄弟在以色列爱乐乐团的聲援音樂會

在沙利特被囚禁期間，沙利特問題成為以色列公眾之間爭論不休、備受爭議的問題。2009年時有恐怖攻擊受害者遺孀呼籲釋放殺害其親人的兇手以換取沙利特，但受害者海倫娜·拉普的父親澤夫·拉普（Ze'ev Rapp）則公開表示強烈反對：
「支持這件事的人不明白他們給我們帶來了多大的悲痛。我們親人的記憶在地下發出復仇的呼喊。血從我們的心臟和靈魂中湧出；不要再提起這些「心軟」的想法了。 [...]別再喝我們的血了！」

以色列媒體也對此問題進行了廣泛的討論。以色列分析家丹尼爾·舒夫坦稱這項可能的互換協議是「恐怖主義自以色列建國以來取得的最重大勝利」。臺拉維夫大學政治心理學教授丹尼爾·巴爾-塔爾則說：
「在這件事上我們看到了個人與集體之間的基本困境，我們看到了受害者與受害者之間的對抗。吉拉德·沙利特是一名遭到暴力綁架的受害者，以色列人並不認為綁架是正常的鬥爭手段。因此，一方說，應該不惜一切代價把他遣返回國。但恐怖攻擊中罹難者的家屬和受傷者也是受害者，他們表示不該給兇手任何代價。這確實是一個兩難的境地，因為沒有一方是正確的，也沒有任何一方是錯的。」
另一派人則認為，以色列人之間的分歧代表著以色列社會內部的裂痕和變化。巴伊兰大学講師、律師達利亞·加夫里利-努爾（Dalia Gavriely-Nur）表示，反對囚犯交換的陣營堅持個人應該為了社會的利益而犧牲自己的社會觀點；支持囚犯交換的陣營則顯示社會正向更私人化的方向轉變。
這樣的意見分歧也發生在以色列內閣會議上。吉拉德·沙利特囚犯交換協議獲得26位部長的贊成和3位部長—阿维格多·利伯曼、摩西·亚阿隆和烏茲·蘭道—的反對，其中蘭道表示：「...這項協議是恐怖主義的勝利，並且不利於以色列的安全和威懾」。

## 囚犯交換協議的實施
吉拉德·沙利特囚犯交換協議分成兩階段實施：
- 第一階段：吉拉德·沙利特從加薩走廊轉移至埃及開羅，再從開羅返回以色列。同時以色列先後釋放477名囚犯。[37]
- 第二階段：於第一階段結束2個月後實行，以色列再釋放550名囚犯。[12]

### 第一階段
在首批450名囚犯中，131人被釋放至加沙，110人返回約旦河西岸的家。六名以色列巴勒斯坦人也被釋放。其餘203名囚犯被驅逐出境，其中40人被禁止進入以色列和巴勒斯坦領土。
10月18日，第一批巴勒斯坦囚犯和沙利特被運送至埃及，他們再從那裡前往以色列、加薩走廊或約旦河西岸。沙利特接受了醫療評估，據稱雖然皮膚蒼白、身體瘦弱但健康狀況良好。沙利特換上軍裝，搭乘直升機前往特爾諾夫空軍基地，在那裡與家人和總理本雅明·内塔尼亚胡會面。沙利特獲釋時，哈瑪斯安排了幾名武裝分子配備自殺腰帶，以防以色列人在最後一刻試圖違背協議。
吉拉德·沙利特獲釋並被移交給紅十字會的當天，以色列再釋放27名囚犯，其中大部分人將被允許返回東耶路撒冷和約旦河西岸，兩人則被驅逐出境。允許回家的囚犯透過搭乘巴士轉移到約旦河西岸，而被驅逐到加薩或國外的囚犯則首先被轉移到開羅。

#### 埃及國營電視台的訪談
吉拉德·沙利特在被哈瑪斯釋放後立即受到埃及國營電視台尼羅河國際電視台女主播沙希拉·阿明的訪談。這次訪談在以色列引發了強烈的批評，人們認為此訪談內容麻木不仁且帶有剝削性。以色列官員稱：「我們都非常震驚，在沙利特與家人通話或踏上以色列領土之前，就被迫接受所謂的採訪。」但埃及官員聲稱，這次訪談是根據以色列、埃及和哈瑪斯之間的協議進行的，以色列事先也知道此事。
沙利特在訪談過程中顯得有些不舒服，有時說話困難且呼吸沉重，其原因後來得知是哈瑪斯武裝分子在訪談時仍然和沙利特在同一個房間。以色列媒體指責埃及利用這次採訪來推進埃及和親巴勒斯坦的立場，採訪者試圖促使沙利特讚揚埃及在安排這次交換中所發揮的作用，並呼籲釋放所有巴勒斯坦囚犯。美裔以色列記者奧倫·凱斯勒批評這次採訪不僅是剝削性的，而且是「業餘的、宣傳性的、機會主義的，而且徹頭徹尾殘忍的」。

#### 經此協議被釋放的知名囚犯
經此協議被釋放的這1027名囚犯中有280人因策劃和實施針對以色列人的各種攻擊而被判處無期徒刑。其中包括：
| 姓名                                            | 刑期         | 罪行 | 釋放待遇                     | 備註 |
| ----------------------------------------------- | ------------ | --- | ---------------------------- | --- |
| 扎赫·賈巴林                                     | 1次無期徒刑  | 謀殺以色列士兵吉提·阿維沙爾（Giti Avishar） | 驅逐出境                     | 現任哈瑪斯政治局的烈士、傷者與戰俘辦公室主任、哈瑪斯財政局領導人、哈瑪斯約旦河西岸地區分支的領袖以及哈瑪斯臨時領袖之一                                       |
| 胡薩姆·巴德蘭                                   | 17年又8個月  | 策劃海豚館迪斯科舞廳大屠殺、勝百諾餐廳襲擊和逾越節大屠殺 | 驅逐出境                     | 現任哈瑪斯發言人，現居卡達 |
| 瓦利德·阿卜杜勒·阿齊茲·阿卜杜勒·哈迪·安加斯     | 36次無期徒刑 | 參與咖啡時光自殺式炸彈襲擊、希伯來大學爆炸案和里雄萊錫安炸彈襲擊的實行                                                                                              | 驅逐出境                     | |
| 納西爾·薩米·阿卜杜勒·拉扎克·阿里·納賽爾·亞泰瑪  | 29次無期徒刑 | 策劃逾越節大屠殺 | 驅逐出境                     | |
| 梅德·瓦爾·塔勒布·阿布·沙拉赫                    | 19次無期徒刑 | 實行海法公車37路自殺式炸彈襲擊，造成16人死亡 | 驅逐至加薩                   | |
| 馬格迪·穆罕默德·艾哈邁德·阿姆爾                 | 19次無期徒刑 | 實行海法公車37路自殺式炸彈襲擊，造成16人死亡 | 驅逐出境                     | |
| 法迪·穆罕默德·易卜拉欣·賈巴                     | 18次無期徒刑 | 實行海法公車37路自殺式炸彈襲擊，造成16人死亡 | 驅逐至加薩                   | |
| 阿赫蘭·塔米米                                   | 16次無期徒刑 | 勝百諾餐廳自殺式炸彈襲擊的實行者之一，護送自殺炸彈客抵達餐廳，最終造成15死亡、140人受傷                                                                             | 釋放回約旦                   | 為此協議中釋放的外籍人士之一（約旦人） |
| 阿卜杜勒·哈迪·拉法·加尼姆                       | 16次無期徒刑 | 臺拉維夫-耶路撒冷巴士405路自殺式襲擊事件的實行者，造成16人死亡 | 釋放回加薩                   | |
| 穆罕默德·瓦爾·穆罕默德·道格拉斯                 | 15次無期徒刑 | 勝百諾餐廳自殺式炸彈襲擊的實行者 | 驅逐出境                     | |
| 穆罕默德·塔希爾·馬哈茂德·卡拉姆                 | 15次無期徒刑 | 策劃海法公車16路自殺式炸彈襲擊，造成15人死亡 | 驅逐至加薩                   | |
| 艾哈邁德·穆斯塔法·薩利赫·哈米德·納賈爾          | 7次無期徒刑  | 帶領武裝份子射殺6名以色列人 | 驅逐至加薩                   | 約旦河西岸的哈瑪斯成員，被釋放後又主導了2015年瑟夫特拉切爾槍擊案                                                                                             |
| 叶海亚·辛瓦尔                                   | 4次無期徒刑  | 於1989年綁架並殺害2名以色列士兵和4名被懷疑與以色列合作的巴勒斯坦人；哈馬斯的加薩安全機構的創始人之一                                                                | 釋放回加薩                   | 他的弟弟穆罕默德·辛瓦爾是綁架吉拉德·沙利特的策劃者。辛瓦爾被釋放後策劃2023年10月7日襲擊以色列，接著在2024年的戰爭中成為哈瑪斯領袖，2個月後遭以色列國防軍擊殺 |
| 阿卜杜勒·阿齊茲·穆罕默德·阿瑪                   | 4次無期徒刑  | 參與2003年希勒爾咖啡館爆炸案 | 驅逐至加薩                   | |
| 易卜拉欣·蘇萊姆·馬哈茂德·沙馬西納               | 3次無期徒刑  | 參與謀殺男孩羅南·克拉姆尼（Ronen Kramni）和利奧爾·圖布爾（Lior Tuboul）、計程車司機拉菲·多隆（Rafi Doron）和士兵耶胡舒亞·弗里德伯格（Yehushua Friedberg）。         | 驅逐至卡達                   | |
| 阿米爾·沙特·薩利赫·阿布·薩爾罕                  | 3次無期徒刑  | 於1990年持刀殺害3名以色列人 | 驅逐至加薩                   | |
| 馬哈茂德·穆罕默德·艾哈邁德·阿特萬               | 3次無期徒刑  | 哈瑪斯武裝分子，於1992年綁架與謀害以色列警察尼西姆·托萊達諾 | 驅逐出境                     | |
| 穆薩·達烏德·穆罕默德·阿卡里                     | 3次無期徒刑  | 哈瑪斯武裝分子，於1992年綁架與謀害以色列警察尼西姆·托萊達諾 | 驅逐出境                     | |
| 馬吉德·哈桑·拉賈布·阿布·卡提什                  | 3次無期徒刑  | 哈瑪斯武裝分子，於1992年綁架與謀害以色列警察尼西姆·托萊達諾 | 驅逐出境                     | |
| 穆罕默德·優素福·哈桑·沙拉薩                     | 3次無期徒刑  | 哈瑪斯武裝分子，在第一次巴勒斯坦大起義期間謀殺阿維·薩斯波塔斯和伊蘭·薩頓                                                                                            | 釋放回加薩                   | |
| 阿卜杜勒-阿齊茲·優素福·穆斯塔法·薩利希          | 1次無期徒刑  | 2000年拉馬拉私刑事件的兇手之一 | 驅逐至加薩                   | 在私刑事件中合夥殺害兩名以色列士兵，並知名於被拍攝到向大庭廣眾展示染血的雙手                                                                                 |
| 巴薩姆·易卜拉欣·阿卜杜勒·卡德爾·阿布·阿斯內因那 | 1次無期徒刑  | 殺害了猶太教經學院學生柴姆·克曼（Chaim Kerman） | 驅逐至加薩                   | |
| 利雅德·扎卡里亞·哈利勒·阿薩拉                   | 1次無期徒刑  | 殺害了猶太教經學院學生柴姆·克曼（Chaim Kerman） | 驅逐至加薩                   | |
| 法赫德·薩布里·巴爾哈納爾·沙魯迪                 | 1次無期徒刑  | 綁架並殺害以色列士兵亞龍·陳 | 驅逐出境                     | |
| 福阿德·穆罕默德·阿卜杜勒哈迪·阿姆林             | 1次無期徒刑  | 於1992年殺害了15歲的以色列女學生海倫娜·拉普 | 釋放回加薩                   | |
| 吉哈德·穆罕默德·謝克爾·亞格穆爾                 | 1次無期徒刑  | 綁架並殺害以色列士兵納克尚·瓦克斯曼 | 驅逐出境                     | |
| 莫娜·賈德·阿瓦德                                | 1次無期徒刑  | 奧菲爾·拉胡姆凶殺案的策劃者與實行者之一，16歲的以色列高中生拉胡姆被偽裝成一名年輕美國遊客的阿瓦德透過網路引誘並被帶到拉馬拉的偏遠郊區，最後遭三名巴勒斯坦槍手射殺。 | 驅逐至土耳其                 | 法塔赫坦齊姆派成員 |
| 穆罕默德·阿卜杜勒·拉赫曼·穆罕默德·扎庫特        | 1次無期徒刑  | 在臺拉維夫擔任一名建築工人，於1989年3月21日普珥節刺傷三名以色列人，造成其中兩人死亡                                                                                 | 釋放回加薩                   | |
| 塔里克·艾哈邁德·阿卜杜勒·卡里姆·哈薩因          | 1次無期徒刑  | 於2003年6月在6號公路上實行槍擊事件，造成一名7歲女童諾姆·萊博維茨（Noam Leibowitz）死亡。                                                                            | 驅逐至加薩                   | 巴勒斯坦伊斯兰圣战运动成員 |
| 尤素夫·迪卜·哈默德·阿布·阿迪                    | 1次無期徒刑  | 於2005年刺殺以色列士兵尼爾·卡哈納（Nir Kahana） | 驅逐至加薩                   | |
| 沙哈德·穆罕默德·侯賽因·薩那                     | 1次無期徒刑  | 喬治王街爆炸襲擊的實行者之一，引導自殺炸彈客抵達目的地，最終造成3死亡、40人受傷                                                                                     | 釋放回以色列                 | 阿拉伯裔以色列人，阿克薩烈士旅成員 |
| 阿卜杜拉·納西爾·馬哈茂德·阿拉爾                 | 1次無期徒刑  | 哈瑪斯成員，於2005年綁架並殺害以色列商人薩森·努里爾（Sasson Nuriel）                                                                                                | 驅逐至加薩                   | |
| 阿里·穆罕默德·阿里·卡迪                         | 1次無期徒刑  | 哈瑪斯成員，於2005年綁架並殺害以色列商人薩森·努里爾（Sasson Nuriel）                                                                                                | 驅逐至加薩                   | |
| 艾哈邁德·加布里埃爾·奧斯曼·塔克魯里             | 1次無期徒刑  | 在耶利哥對一輛公共汽車實施燃燒彈襲擊，造成一名母親和她的三個孩子以及一名試圖營救他們的士兵被殺害                                                                    | 驅逐至加薩                   | |
| 阿拉·阿爾丁·拉達·巴茲揚                         | 1次無期徒刑  | 因實施狙擊攻擊和屬於恐怖組織而被定罪 | 釋放回耶路薩冷、限制人身自由 | |
| 布希拉·塔維爾                                   | 16個月徒刑   | | 釋放回約旦河西岸             | 巴勒斯坦攝影記者，2011年被捕後5個月就因此次協議獲釋。2014年她再次被捕，並必須服完剩餘刑期。                                                                  |

### 第二階段
在囚犯交換第二階段釋放的550名囚犯名單雖然有先和埃及協商，但最終協議規定由以色列自行決定。這550名囚犯中有300名法塔赫成員、30名解放巴勒斯坦人民阵线成員和20名解放巴勒斯坦民主陣線成員，其餘則無黨派所屬，且全員據以色列的標準皆「手上沒有沾上鮮血」。
埃及要求以色列釋放在第一階段未釋放的9名巴勒斯坦女囚犯，以色列最終在第二階段釋放其中6名。在釋放前幾個小時，以色列安全部隊與交換協議中即將釋放的囚犯家屬在約旦河西岸的以色列奧弗監獄外發生衝突。衝突的原因據稱是釋放時間太晚，囚犯家屬聲稱這會妨礙舉行慶祝活動，以及許多囚犯預計很快就會被釋放—預計一年內將有300名囚犯被釋放。
巴勒斯坦總統马哈茂德·阿巴斯曾向內塔尼亞胡施壓，要求他比照在第一階段釋放哈瑪斯囚犯，在第二階段釋放法塔赫囚犯。阿巴斯稱，前總理埃胡德·奥尔默特曾向他承諾這樣做。
即使在交換協議完成後，哈瑪斯仍宣稱他們將繼續綁架以色列士兵，直到所有在以色列監獄服刑的巴勒斯坦囚犯都被釋放為止。

#### 以色列拒絕釋放的知名囚犯
- 法塔赫坦齊姆派（英语：Tanzim）領袖馬爾萬·巴爾古提（英语：Marwan Barghouti），被判犯有5項謀殺罪：授權和組織謀殺喬治·齊普扎基斯（英语：Murder of Georgios Tsibouktzakis）、在吉夫阿特泽埃夫附近槍殺一名平民以及在臺拉維夫海鮮市場襲擊事件中造成3名以色列境內平民死亡。[66][67][68]
- 解放巴勒斯坦人民阵线總書記艾哈迈德·萨阿达特。[69][66]
- 哈瑪斯軍事領袖易卜拉欣·哈邁德（英语：Ibrahim Hamed）。[66]

## 大眾對囚犯交換協議的看法

### 以色列
根據以色列報紙《新消息报》報道，2011年的一項民意調查顯示，79%的以色列民眾支持囚犯交換，而14%的人反對。
代表恐怖攻擊受害者的以色列組織「Almagor」批評此次協議是「恐怖主義和哈瑪斯的勝利」，根據該組織統計，在過去的囚犯交換中釋放的恐怖份子導致180名以色列人喪生。2011年10月14日，吉夫阿特什穆埃爾住民施維爾·施韋舒爾德（Shvuel Schijveschuurder）在臺拉維夫的前總理伊扎克·拉宾紀念碑上噴塗上「釋放伊蓋爾·阿米爾」和「標價牌」字樣，他不久後被捕。施韋舒爾德的父母和三位手足均在2001年耶路撒冷勝百諾餐廳自殺式炸彈襲擊中喪生，而他對兩名參與該次襲擊的囚犯被納入交換協議感到憤怒，因此破壞了紀念碑。他的姐姐莉亞（Leah Schijveschuurder）後來告訴媒體，他們全家正在認真考慮搬到荷蘭，他們的父母就是從那裡移民過來的。
《新消息報》評論員納胡姆·巴尼亞表示，在這種情況下，考慮到另一種選擇可能是讓沙利特在監禁中死去，即便最終會帶來安全風險，這筆交易是不可避免的。

### 巴勒斯坦
加薩走廊總體上支持交換協議，有些人相信從哈瑪斯的角度來看，它本可以達成更好的協議。巴勒斯坦人權組織「Al Haq」總幹事沙萬·賈布林批評以色列將部分囚犯驅逐至其他國家「違反了《日內瓦公約》」，是以色列將巴勒斯坦人趕出該地區的計畫的一部分。加薩出現大批人群前往歡迎獲釋的囚犯，高喊要求哈瑪斯抓捕更多以色列士兵。
獲釋囚犯阿赫蘭·塔米米接受了一次採訪，該採訪後來由中東媒體研究所翻譯並被發佈在網路上。她在採訪中表示：
我不後悔所發生的事，絕對沒有。這就是正道。我為了真主而獻身於聖戰，真主保佑我成功。你知道[2001年勝百諾餐廳炸彈襲擊]造成了多少傷亡嗎？這是真主使之成為可能的。你想讓我譴責我的所作所為嗎？這不可能。今天我會以同樣的方式再做一次。

2011年10月19日，哈馬斯加薩政府成員哈利勒·赫伊（Khalil al-Khayeh）在阿克薩電視台發表公開演講。赫伊在演講中讚揚了一些獲釋囚犯的所作所為，如稱讚阿米爾·沙特·薩利赫·阿布·薩爾罕（Amir Sa'ud Salih Abu Sarhan）和阿什拉夫·巴盧賈（Ashraf Ba'louja）「刺殺真主的敵人」、稱讚哈利勒·阿布·埃爾巴（Khalil Abu 'Elba）「開車粉碎了真主的敵人」、稱讚阿卜杜勒·哈迪·拉法·加尼姆（Abd al-Hadi Rafa Ghanim）「將一輛巴士從原路線轉向耶路撒冷附近的峽谷」……等。赫伊還強調說：「我們不能忘記『刀具革命』......我們的兄弟阿卜杜勒·拉赫曼·迪布（Abd al-Rahman al-Dib）和哈立德·傑迪（Khaled al-Jei'di）......他們在那些街道上消滅一個又一個猶太人」。
2012年，哈瑪斯為慶祝吉拉德·沙利特囚犯交換協議週年舉行了一周的慶祝活動，並發誓要俘虜更多以色列士兵。

## 國際反應

### 涉事方
- 以色列：
  - 總理本雅明·内塔尼亚胡表示此協議在以色列的安全風險和將沙利特送回「他的家人和人民身邊」的必要性之間取得了「適當的平衡」。[83]他在特爾諾夫空軍基地（英语：Tel Nof Airbase）發表演講時說到：「今天，我們在歡樂和痛苦中團結一致」。[39]
  - 總統希蒙·佩雷斯感謝總理內塔尼亞胡，並稱他做出了「勇敢的決定」，並表示現在該是時候擁抱在恐怖攻擊中失去親人的家庭了。[84]
  - 國會反對黨領袖齐皮·利夫尼表示她尊重政府的決定，並向沙利特家族和全體以色列人民致以祝福。[85]
  - 以色列首席拉比什洛莫·阿馬爾（英语：Shlomo Amar）和約納·梅茨蓋爾（英语：Yona Metzger）發表聯合聲明歡迎此協議。[86]
- 巴勒斯坦：
  - 巴勒斯坦总统/巴勒斯坦自治政府主席马哈茂德·阿巴斯表示支持該協議，並表示將繼續努力確保釋放被以色列關押的剩餘囚犯。[87]外交部長利亞德·馬利基（英语：Riyad al-Maliki）則質疑囚犯交換協議的時機，暗示該協議可能意在邊緣化巴勒斯坦自治政府和阿巴斯的角色。[88]
  - 哈瑪斯領袖哈立德·迈沙阿勒讚揚此次協議為巴勒斯坦人民的勝利。[89]
  - 哈瑪斯武裝部隊伊宰·丁·卡桑烈士旅發言人阿布·烏拜達在加薩發表電視聲明稱：「我們不會放棄，除非監獄關閉。一個篇章已經結束，但還有其他篇章。」[39]

### 國際組織
- 联合国秘書長潘基文稱此次囚犯交換協議為「重大的人道主義突破」，並表示希望此次事件能對陷入停滯的中東和平進程產生深遠和積極的影響。[90]
- 联合国人權事務高級專員辦事處發言人表示他們擔心將囚犯運送到國外的行為違反國際法。[91]
- 中東問題有關四方特使東尼·布萊爾表示沙利特的回國對沙利特和他的家人以及在換囚協議中獲釋的巴勒斯坦囚犯及其家人來說是「無比喜悅的時刻」。布萊爾還表示，他希望這次囚犯交換協議「不僅對加薩來說是一個機遇，而且也能夠恢復和平進程的信譽」。[92]

### 其他國家
- 美国：
  - 總統巴拉克·歐巴馬和國務卿希拉蕊·柯林頓均歡迎沙利特的獲釋，並表示他被「監禁太久了」。[93]
  - 白宮發言人傑·卡尼表示：「我們很高興聽到沙利特先生即將回家與家人團聚的報道。正如你們所知，總統曾多次呼籲釋放他，而他的釋放早就該實現了。」[94]
- 英国外交大臣威廉·海格歡迎此協議，並希望沙利特「盡快」與家人團聚。[95]
- 法國總統尼古拉·薩科吉熱烈歡迎釋放沙利特的協議，並感謝埃及在談判中所扮演的角色。[96]
- 德国在囚犯交換談判中發揮主導作用，其政府表示支持該協議。[97]
- 俄羅斯外交部發表聲明稱：「這次囚犯交換讓我們有理由期待雙方將在解決其他敏感問題上取得進展（原文如此）」。[98]
- 土耳其外交部部長（英语：List of ministers of foreign affairs of Turkey）艾哈邁德·達夫歐魯對吉拉德的釋放表示歡迎，並表示土耳其很高興看到他重獲自由。[99]土耳其、埃及和德國在沙利特的獲釋中發揮了關鍵作用。
- 伊朗外交部發言人拉明·梅赫曼帕拉斯特（英语：Ramin Mehmanparast）表示，德黑蘭祝賀巴勒斯坦民族在釋放巴勒斯坦囚犯上「獲勝」。[100]

## 後續發展
2011年10年18日，13年前一次槍擊事件中的罹難者所羅門·利布曼（Solomon Liebman）的遺族宣布將懸賞10萬美元給能殺死在吉拉德·沙利特囚犯交換中被釋放的兩名殺害利布曼的兇手—庫瓦利德·拉瑪丹（Khuwailid Ramadan）和尼扎爾·拉瑪丹（Nizar Ramadan）—的人。沙烏地阿拉伯神職人員和傳教士謝赫阿瓦德·卡拉尼（Awadh al-Qarani）為了反擊，於同年10月25日懸賞10萬美元以獎勵任何成功綁架以色列士兵並用於交換更多巴勒斯坦囚犯的人，此事於10月29日得到沙烏地阿拉伯王子哈立德·賓·塔拉勒·阿勒沙烏地的支持，並還額外加碼90萬美元給成功綁架更多以色列士兵的人，使最終獎勵金額達到100萬美元。2012年2月8日，據報道，交換中獲釋的武裝分子之一伊曼·沙龍納（Iman Sharona）因涉嫌繼續從事恐怖活動而再次被以色列逮捕。

### 獲釋囚犯再犯罪
據2012年10月公佈的數據顯示，數十名在吉拉德·沙利特囚犯交換協議中獲釋的巴勒斯坦囚犯已恢復準軍事活動。他們中的許多人加入了哈瑪斯的領導層，其他巴勒斯坦囚犯則開發武器並向以色列人口中心發動火箭彈襲擊，還有一些人在西岸地區為新的遊擊隊招募成員。據稱在希伯崙的一支恐攻小組安置了一枚炸彈，並密謀綁架一名以色列士兵。釋放至約旦河西岸的囚犯也參與了暴力活動，以色列當局以騷亂、投擲燃燒瓶、處理恐怖主義資金等行為逮捕了其中40人。
2014年，以色列國防軍發動兄弟守護者行動試圖追尋遭綁架失蹤的三名以色列青少年，此外還包括重新逮捕部分根據吉拉德·沙利特囚犯交換協議釋放的巴勒斯坦人。
2015年7月，以色列新聞媒體估計，自2011年以來沙利特協議獲釋囚犯重返極端活動後引發的事件中，共造成六名以色列人喪生，其中瑪拉基·羅森菲爾德（Malachi Rosenfeld）在由獲釋囚犯艾哈邁德·穆斯塔法·薩利赫·哈米德·納賈爾（Ahmed Mustafa Saleh Hamed al-Najar）所指揮的2015年瑟夫特拉切爾槍擊案中喪生，另一名獲釋囚犯阿薩瑪·阿薩德（Asama Asad）參與了謀殺丹尼·戈南（Danny Gonen）的罪行。
經協議釋放的哈瑪斯成員叶海亚·辛瓦尔與其他獲釋囚犯策劃了2023年10月7日大屠殺事件，造成1180人死亡（包括797名平民），3400人受傷，251人被俘。辛瓦爾隨後在2024年的戰爭中成為哈瑪斯領袖，並在2個月後遭以色列國防軍擊殺。

## 詳見
- 以巴冲突
- 贖回俘虜（英语：Pidyon shvuyim）
- 賈布里勒協議（英语：Jibril Agreement）
- 艾爾赫南·特南鮑姆（英语：Elhanan Tannenbaum）
- 2008年以色列—真主黨戰俘交換（英语：2008 Israel–Hezbollah prisoner exchange）
- 阿拉伯—以色列戰俘交換列表（英语：List of Arab–Israeli prisoner exchanges）
- 以色列在吉拉德·沙利特囚犯交換中釋放的囚犯名單（英语：List of prisoners released by Israel in the Gilad Shalit prisoner exchange）
- 大衛·梅丹（英语：David Meidan）
- 人質外交

## 外部連結
- Prominent Palestinian prisoners to be freed in swap with Israel[] – 2011年10月16日發表於《華盛頓郵報》
- Israel court to rule on Shalit swap deal （页面存档备份，存于） – 2011年10月17日刊登於BBC新聞